# Élections législatives israéliennes de 1977
Les élections législatives israéliennes ont eu lieu de manière anticipée le 17 mai 1977, en Israël. Le seuil électoral est de 1 %. Pour la première fois, la droite arrive en tête des élections et forme le prochain gouvernement sous le premier ministre, Menahem Begin.

## Résultats
| Parti                     | Parti                                          | Voix      | %    | Sièges | +/-           |  |
| ------------------------- | ---------------------------------------------- | --------- | ---- | ------ | ------------- |  |
|                           | Likoud                                         | 583 968   | 33,4 | 43     | 4             |  |
|                           | Alignement                                     | 430 023   | 24,6 | 32     | 19            |  |
|                           | Dash                                           | 202 265   | 11,6 | 15     | Nv.           |  |
|                           | Parti national religieux                       | 160 787   | 9,2  | 12     | 2             |  |
|                           | Hadash                                         | 80 118    | 4,6  | 5      | 1             |  |
|                           | Agoudat Israel                                 | 58 652    | 3,3  | 4      | 1             |  |
|                           | Flatto-Sharon                                  | 35 049    | 2,0  | 1      | Nv.           |  |
|                           | Shlomtzion                                     | 33 947    | 1,9  | 2      | Nv.           |  |
|                           | Camp de Gauche d'Israël                        | 27 281    | 1,6  | 2      | 1             |  |
|                           | Liste arabe unie                               | 24 185    | 1,4  | 1      | 1             |  |
|                           | Poale Agoudat Israel                           | 23 571    | 1,3  | 1      | 1             |  |
|                           | Ratz                                           | 20 621    | 1,2  | 1      | 1             |  |
|                           | Libéraux indépendants                          | 20 384    | 1,2  | 1      | 3             |  |
|                           | Mouvement pour un renouveau du sionisme social | 14 516    | 0,8  | 0      | Nv.           |  |
|                           | Autres partis                                  | 22 452    | 1,9  | 0      | -             |  |
|                           |                                                |           |      |        |               |  |
| Suffrages exprimés        | Suffrages exprimés                             | 1 747 820 | 98,6 |        |               |  |
| Votes blancs et invalides | Votes blancs et invalides                      | 23 906    | 1,4  |        |               |  |
| Total                     | Total                                          | 1 771 776 | 100  | 120    | en stagnation |  |
| Abstentions               | Abstentions                                    | 464 517   | 20,8 |        |               |  |
| Inscrits / Participation  | Inscrits / Participation                       | 2 236 293 | 79,2 |        |               |  |